# Fjodor Kuznetsov
Fjodor Isidorovich Kuznetsov (ryska: Фёдор Исидо́рович Кузнецо́в) född den 29 september 1898, död den 22 mars 1961, var en generalöverste och militär befälhavare i Sovjetunionen.

## Biografi
Föddes i en bondefamilj i Guvernementet Mogiljov (dagens Horatski Rajon, Mahiljoŭs voblast i Vitryssland), Kuznetsov, tjänstgjorde i den Kejserliga ryska armén under första världskriget och fortsatte sin tjänst i Bolsjevikernas Röda armén. Under början av 1941 förde han befäl över det Baltiska militärdistriktet som i samband med det tyska anfallet på Sovjetunionen den 22 maj 1941 omvandlades till Nordvästfronten, han avlöstes från den posten i början av augusti av generalmajor P. P. Sabennikov. Vid en Stavka session den 12 augusti 1941, fick han befälet över den nya 51:a armén, senare fungerar han som tillfällig befälhavare för Centralfronten, stabschef i den 28:e armén, biträdande befälhavare för Västfronten, och befälhavare för den 61:a armén.
Från mars 1942 till juni 1943 tjänstgjorde han som chef för generalstabens skola och från augusti 1943 till februari 1944 som vice befälhavare över Volchovfronten och Karelskafronten. Åren 1945-1948 förde han befäl över Urals militärdistrikt innan han pensionerades på grund av sjukdom.